# 라디오
라디오(radio, 문화어: 라지오)는 전파의 변조를 통해서 신호를 전달하는 기술을 두루 일컫는 말이다. 주로 라디오는 소리 신호를 수신하는 기계나, 관련 기술을 가리킬 때가 많다. 기술적으로는, 변조 방식에 따라 AM, FM으로 나뉘며, 중파, 단파, 초단파 등을 사용한다.

## 개요

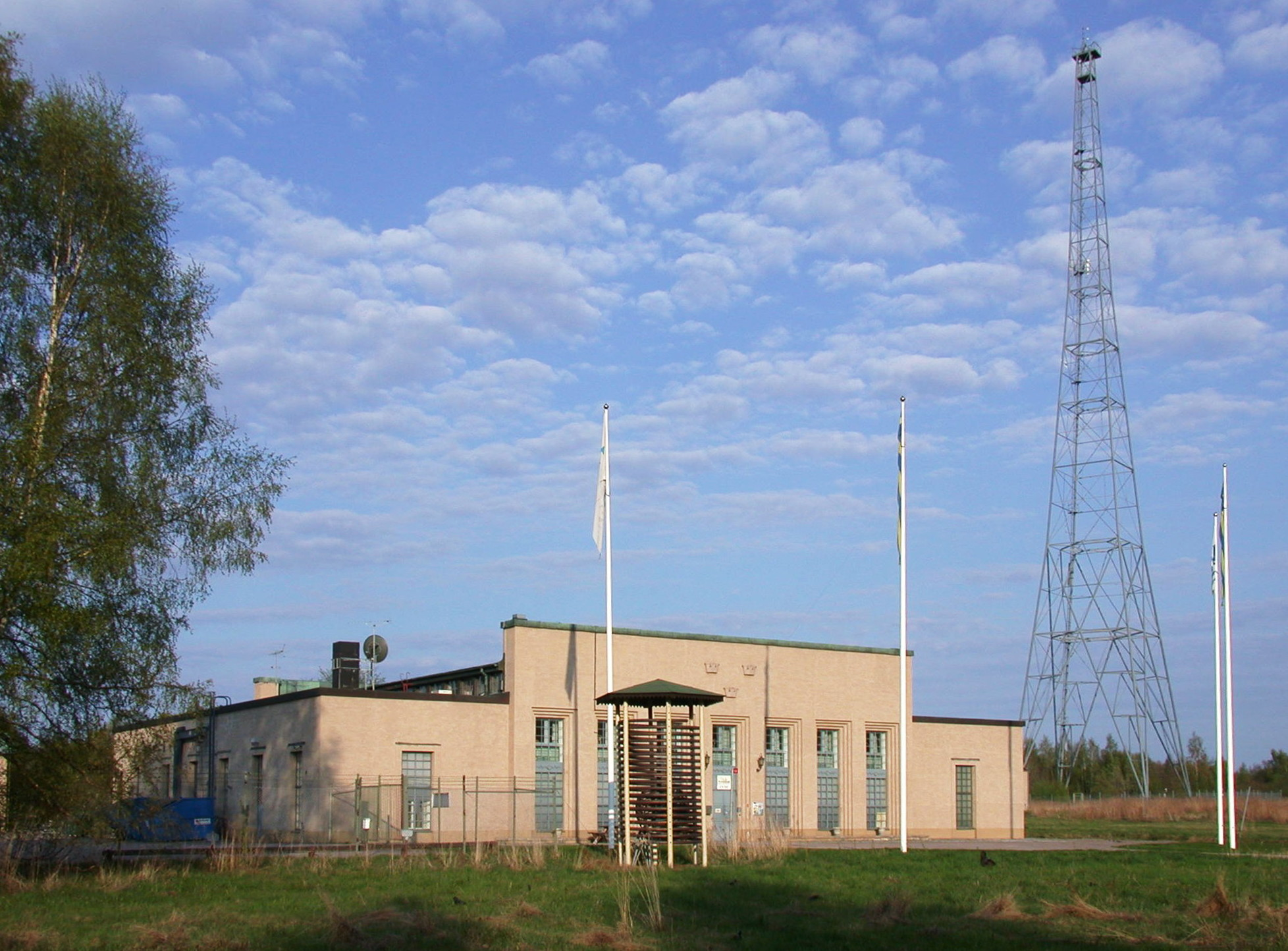
라디오 방송을 송출하는 전용 관제탑 (스웨덴)

대화와 음악 등의 음성 신호를 전파를 통해 불특정 다수에게 방송하는 방법은 몇 가지가 있지만, 가장 역사가 긴 것은 진폭 변조에 의한 중파 방송의 기본적인 방식은 100년 동안 변하지 않고 있으며 지금도 라디오 주류이다. 이 방식 및 수신기는 일반적으로 "AM 방송" 혹은 "AM 라디오"라고 불린다. 또한 주파수 변조에 의한 초단파 라디오 방송 역시 널리 청취되고 "FM 방송", "FM 라디오"라고 불린다.
TV와 달리 전송 시스템은 비교적 간단한 구조로, 만일 재해로 방송국이 파괴 되더라도, 어깨에 멜 정도 크기의 소형 송신기에서 방송도 가능하고, 이것을 활용하여 재해 발생시 임시 방송국을 개설할 수 있다.

## 역사

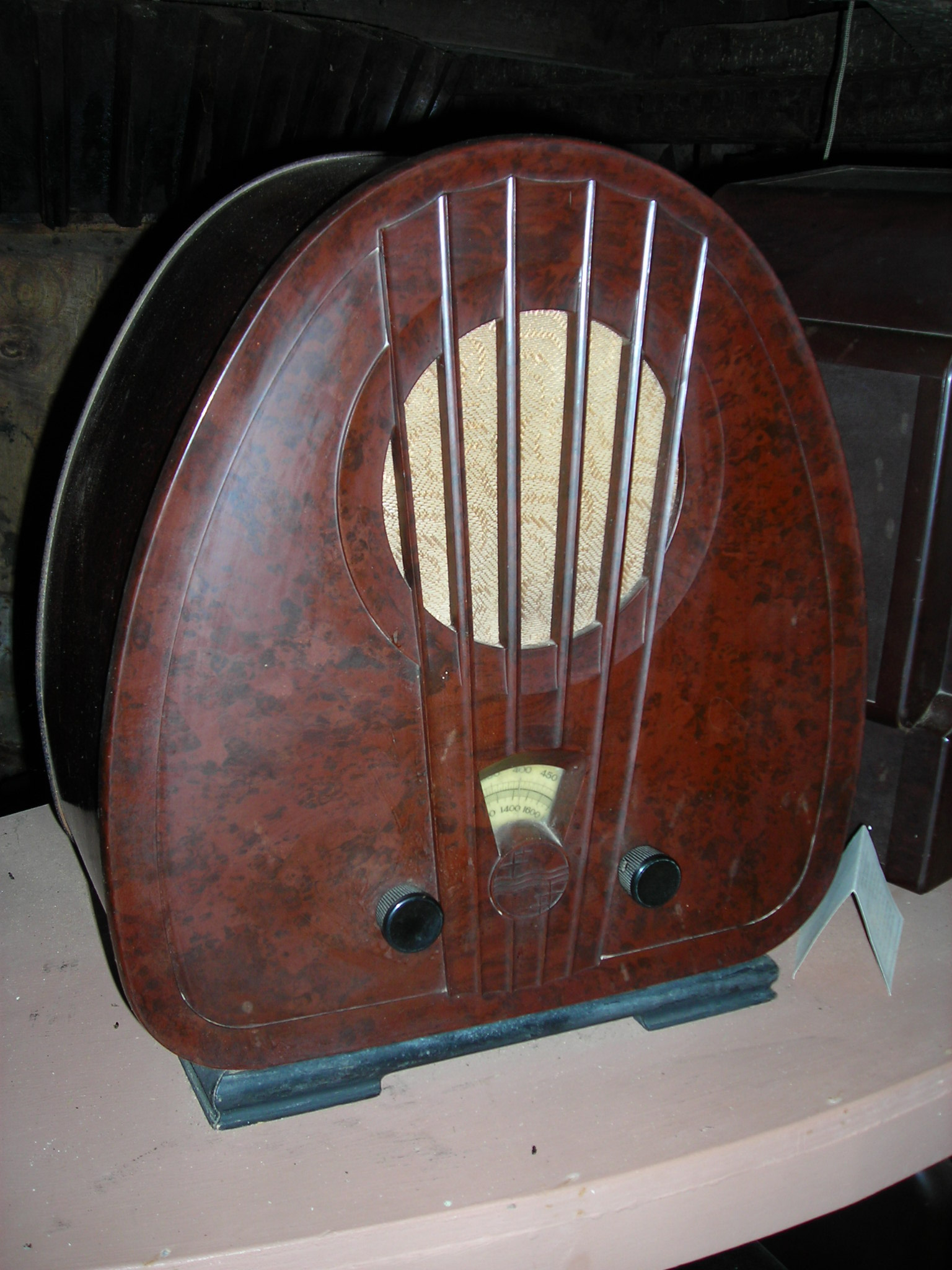
베이클라이트를 이용한 라디오

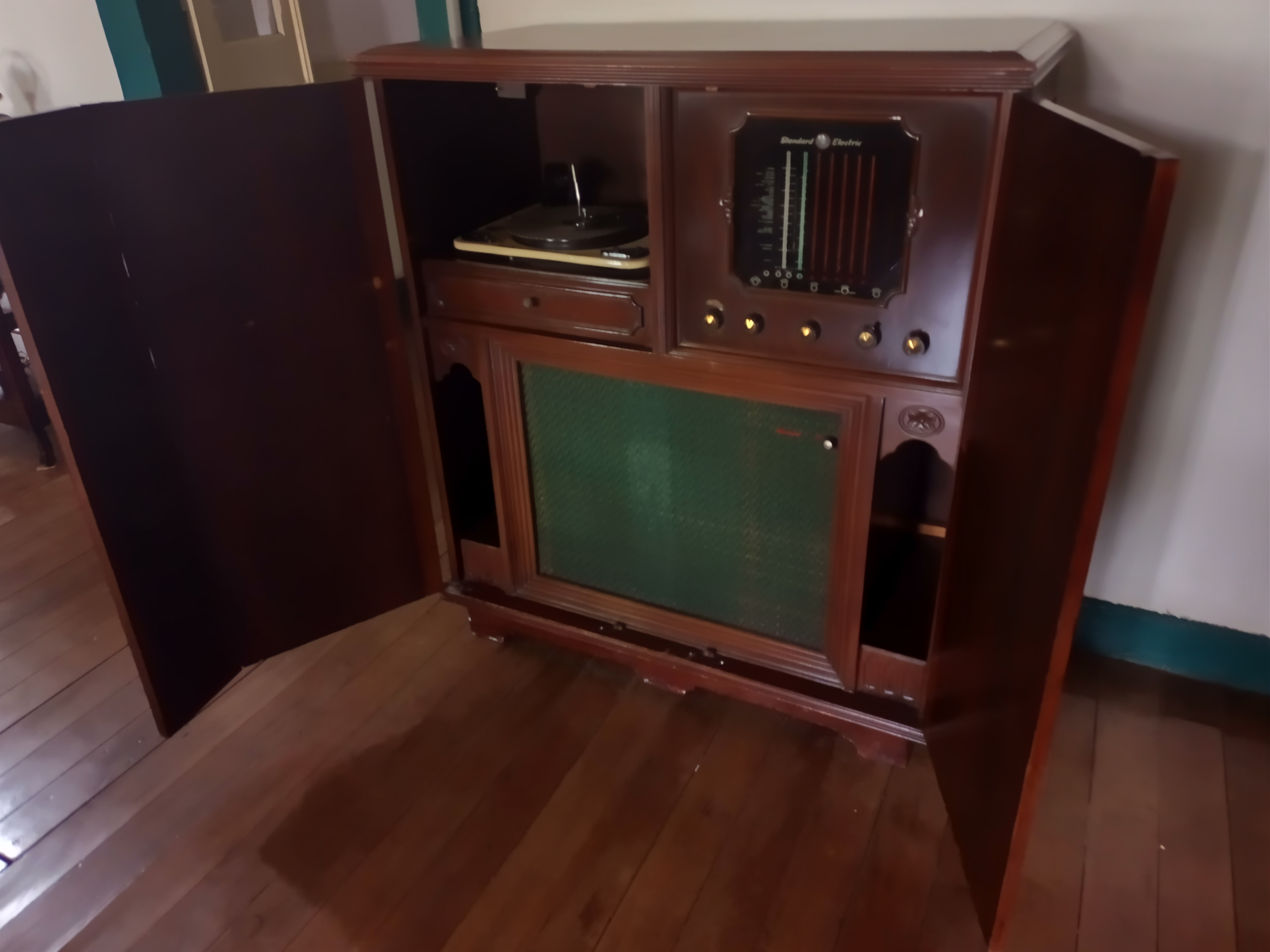
대장 박물관 인수의 일환인 물건(성 레오폴디나)

라디오의 역사는 우선 무선통신 기술의 발명으로 거슬러 올라간다. 1888년 헤르츠가 처음으로 전자기파를 발견하고, 이를 기초로 하여 마르코니가 1897년 모스 부호를 이용하여 무선 전신을 발명하여 장거리 무선통신의 기초를 이루었다. 이 때 사용된 전신기는 전압을 높이는 유도 코일과 불꽃 방전기 등을 이용한 것이었으므로 단절적인 신호전송이라는 한계점이 있었다.
무선 전신의 실현된 이후 사람들은 전신을 통한 메시지의 암호화-해독화를 거치지 않고 음성을 직접 전달 하면 어떨까는 생각을 하게 되었다. 음성은 매우 복잡한 전자기파의 변동으로 이뤄지는 것이므로 이것을 공기가 아닌 전류를 통해 전달 할 수 있는 변조장치를 개발하는 것이 선결과제였다. 1876년 벨이 유선방식에 의한 음성 통신 장치인 전화를 발명하고, 1878년 에디슨이 음성을 기록하는 장치인 축음기를 만듦으로써 무선 방식에 의한 인간 음성의 전달도 그 실현가능성이 엿보이기 시작했다. 그리고 1901년 캐나다의 레지날드 페든슨(1866~1932년)이 최초로 전파에 음성을 전달하는 기술을 개발하였다. 이것은 마이크를 통해 소리를 전기 신호로 바꾼 뒤 연속적인 전파와 결합시키는 방법이었다. 그 해 12월 23일 메릴랜드주 콥 아일랜드에 위치한 자신의 기지국에서 최초의 무선 음성 송신을 진행하였다. 당시의 내용은 상대편에게 눈이 오고 있다면 전보를 쳐서 알려달라는 것이었다.
이후 마르코니가 1904년 파장조정기 특허를 얻어내면서 수신자들이 직접 원하는 주파수를 조정하는 것이 가능해졌으며, 1906년에는 미국의 디포리스트가 전류의 증폭을 가능하게한 3극 진공관을 발명하였다. 이로서 음성을 전달하는 라디오 방송이 가능해지게 되면서 1906년 12월 24일에 페든슨이 진폭 변조를 이용한 최초의 라디오 방송을 진행하였다. 매사추세츠주 플리머스 군의 브렌트 락 지역으로부터 수 마일 떨어진 대서양의 선박을 대상으로 자신의 목소리와 녹음된 음악을 전송하였다.
1909년 파리 에펠탑에서 유럽 최초로 음성 송신을 하였고, 이듬해인 1910년에는 카루소의 노래를 방송하였으며, 1911년 뉴욕의 선거결과를 방송하였다. 이후에 미국에서는 새너제이의 KQW, 디트로이트의 WWJ, 피츠버그의 KDKA를 비롯한 여러 실험방송이 계속되었다.
1912년 미국 의회는 라디오 법안을 입법하여 정부의 승인 없는 전파 사용을 금지하였다. 제1차 세계대전 동안 미국은 미국 해군이 방송을 독점하도록 하였다. 제1차 세계대전이 끝난 이후 방송의 성격을 어떻게 할 것인가에 대해서 격론이 벌어진 결과, 유럽에서는 방송을 공공 서비스로 취급하여 국가 독점의 방송사 설립을 추진한 한편, 미국에서는 개연 영리 사업 대상을 목적으로 하였다.
1920년 1월 미국 워싱턴 D.C. 근교의 아나코스티아 해군비행장의 군악대 연주가 방송되었고, 같은 해 11월 2일에는 웨스팅하우스사에서 피츠버그에 세워진 KDKA가 100W 출력을 통해 세계 최초의 정규 라디오 방송으로 탄생하게 되었다. 그리고 KDKA에서 그 해 실시된 제29대 대통령 선거의 결과를 방송하였다. 1922년에는 뉴욕에서 광고방송을 하는 최초의 상업 방송인 WEAF(이후 WNBC (AM)를 거쳐 현재의 WFAN이 됨)가 개국되었다.
유럽의 경우 영국에서는 1920년 마르코니 무선회사에서 실험방송을 행하고 1922년 BBC의 첫 뉴스 프로그램 방송을 시작하였다. 이후 1921년에 프랑스의 국영방송이 개국되었고, 독일에서도 1923년에 개국하였다.
이 때까지만 해도 라디오 방송은 진폭 변조(AM)로 송출되었으나 1933년 암스트롱(영어: Edwin Howard Armstrong, 1890년 12월 18일 – 1954년 1월 31일)이 주파수 변조(FM)를 이용한 라디오 방송 송출 기술을 발명하여 특허를 취득하였다. 암스트롱은 1935년 11월 「주파수 변조 시스템으로 라디오 신호의 간섭 현상을 줄이는 방법」이라는 논문을 무선기술사협회에 제출하였으며, 그로부터 2년 후 최초의 FM 라디오 방송국인 W1XOJ(현 WAAF)을 설립해 방송을 시작하였다.
20세기까지만 해도 라디오 방송은 AM, FM을 통한 아날로그 방송이었으나 21세기에 들어서면서 DAB, DRM, IBOC의 디지털 라디오 방송이 실시되기 시작하였고, 인터넷이 보급되면서 기존 라디오 방송국들이 인터넷으로 진출하는 경우가 많아졌다. 스마트폰 등에서는 팟캐스트라는 인터넷 스트리밍 서비스로만 송출하는 음성 방송이 등장하였고, 실시간 방송도 데이터 통신망을 이용하여 인터넷 방송을 들을 수 있는 관련 애플리케이션도 나오고 있다.
1940~1950년대까지만 해도 방송의 중심은 라디오였으나 1960년대 이후 텔레비전에 밀리기 시작하고, 2000년대 이후 인터넷의 등장으로 그 위상이 크게 줄면서 AM, FM 라디오 송출국의 수를 줄이거나 방송국을 폐국시키는 경우도 있다.(이중에서 특히 단파 방송이 상당수 송신소를 폐쇄하는 경우가 많았다.) 그러나 대규모 재난시의 비상 방송 같은 분야에서 아직까지 라디오는 사회에 중요한 역할을 다하고 있다.

### 대한민국의 라디오 방송
한국에서는 일제강점기 시기인 1915년경에 한국 최초의 무선전화 송수신 시험이 경성우편국(현 중앙우체국)과 조선총독부 체신국(현 세종로 광화문우체국) 건물과의 직선거리 약 800m 사이에서 실시되었다. 이후 최초의 정규 라디오 방송은 1927년 2월 16일 조선총독부에 의해 설립된 사단법인 경성방송국(호출부호:JODK)이 주파수 690 kHz, 출력 1kW로 방송을 시작하였다. 방송 초기에는 일본어 방송을 중심으로 약간의 한국어 방송이 있었다. 1933년 4월 26일 한국어 방송이 별도로 방송을 시작하였고, 이후 각 지역별로 라디오 방송국이 개국하게 되었다.
해방 이후 1947년 1월 2일, 국제무선통신회의에서 HL라는 호출부호를 할당받으면서 JODK는 HLKA(현 KBS 1라디오)로 바뀌게 되었다.
이후 국내 최초의 민간 방송인 CBS기독교방송, 1954년 12월 15일에 개국하였고, 부산에서 최초의 상업 방송인 문화방송(MBC)이 1961년 12월에 개국하였다. 그리고 국내 최초의 FM 방송인 서울FM방송국(현 KBS 쿨FM)은 1965년 6월에 개국하였다. 그리고 미국, 일본식의 민방 중심의 방송으로 이어지다가 1980년 12월 언론통폐합에 의해 수많은 민방들이 공영 방송에 흡수되면서 유럽식의 공영화 형태로 전환되었다.
1990년대 이후 민영 방송국이 부활하였고 교통방송, 평화방송, BBS불교방송 등의 특수 방송국이 개국하였다. 2000년대에는 인터넷의 보급으로 많은 라디오 방송국들을 인터넷으로 들을 수 있게 되었고, 2005년 12월 1일 디지털 멀티미디어 방송을 실시하여 라디오의 디지털화를 꾀하고 있다. 2010년대에 들어서는 스마트폰의 보급률이 늘어남에 따라 라디오 어플을 통해 스마트폰으로 라디오를 들을 수 있다.2025년 3월 10일 방통위가 유료방송의 유선  신고제를 도입 하였다.

## 작동 원리
라디오 방송의 기본적인 작동 원리는 음성을 마이크로폰을 통하여 전류로 바꾼 후 이를 전파나 통신 케이블을 통해 송신 한 후 수신기에서 받아들여 본래의 음성으로 바뀌어 들을 수 있게 한다. 본 문단에서는 AM/FM 라디오 방송을 기준으로 설명한다.

### 송신

AM/FM 라디오 방송의 작동 원리 (영어)

라디오 방송국에서 목소리와 음악 등의 소리(original sound)를 마이크로폰(microphone)을 통하여 음성 전류로 바꾼다. 이 음성 전류를 송신기(Encoder)에 보내어지면, 송신기에서 음성 전류를 전파로 바꾸어 송신하기 위해 변조(modulation)라는 과정을 거치게 된다.
변조 과정은 먼저 발진기에서 수십 kHz~수백 MHz의 일정한 주파수를 가진 고주파 전류를 만들어내는데, 이 고주파 전류를 반송파라고 한다. 이 반송파를 음성 전류와 함께 변조기로 보낸 후 결합하는 과정, 즉 변조 과정을 거치게 된다.
음성 전류는 수십 kHz의 저주파이기 때문에 전파를 통해 전송하기 적합하지 않다. 이 반송파를 통하여 변조를 하여 음성 전류를 멀리 전송할 수 있도록 해준다. 이렇게 변조된 신호를 송신 안테나(Transmitting antenna)에 보내어 전파를 내보내게 된다.

### 수신
송신 안테나를 통해 내보내진 전파는 수신기(Receiver)의 수신 안테나(Receiveing antenna)가 잡으며, 이 수신 안테나를 통해서 앞서 변조된 신호가 흐른다.
수신 안테나에서 수신된 전파는 여러 방송국에서 보내온 전파를 모두 잡기 때문에 원하는 방송국의 주파수를 잡아야 할 필요가 있다. 원하는 방송국의 주파수만을 잡는 과정을 동조(Tuning)라고 하고, 원하는 주파수를 잡는 장치를 동조기(튜너, Tuner)라고 부른다. 동조 과정을 거친 신호는 증폭기를 통해 신호를 강하게 만든다.
이후 검파기(Decoder)에서 신호의 반송파를 제거하고 음성 전류만을 골라내는 검파 과정을 거치게 된다. 이렇게 남은 음성 전류가 스피커를 통해 원래의 소리가 나게 된다.

### 수신방식

#### AM 라디오
- 스트레이트 방식

수신기 구성의 일종으로, 수신한 전파의 주파수는 바꾸지 않고 그대로 고주파 증폭하든가, 즉시 검파기에 넣어서 원래의 신호파를 꺼내는 방식의 수신기. 수퍼헤테로다인 수신기에 비하면 감도, 인접 주파수 선택도가 나쁘지만 구성이 간단하고 조정도 초월적이다.
- 슈퍼 헤테로다인 방식

슈퍼헤테로다인 수신기는 안정되고 선택도가 좋다. 비교적 간단한 구조기로는 국부발진기와 입력동조회로(入力同調回路)를 연동(連動)으로 하면 간단히 수신주파수를 바꿀 수 있으므로, 수신입력을 직접 주파수변환기에 넣고 있으나 잡음이 많고 또 스퓨리어스감도가 생기므로, 통신용 수신기에는 주파수변환기 앞에 고주파증폭기를 놓는 경우가 적다. 주파수변환을 3회 수행한 것을 3중(트리플)슈퍼헤테로다인이라 한다.
- 리플렉스 방식

라디오 수신에서 수신된 전파가 동조 회로를 거쳐 고주파 증폭 회로에서 증폭되는데 이것을 다시 증폭시킬 때,트랜지스터 1개(1석)로 증폭을 하기 때문에 1석으로 2석의 증폭 효과를 갖게 하는 우수한 회로 방식을 리플렉스 방식이라 한다.

## 형식

### 변조 방식에 따른 분류
전파에 음향 정보를 실어 보내기 위해서는 저주파의 음향 신호를 고주파의 전파로 변조(modulation) 할 필요가 있다. 변조 방식의 차이에 따라 몇 가지 라디오 방송 방식이 존재한다.

##### 아날로그 방식
- 진폭 변조 (AM) : 주로 장파, 중파와 단파 라디오 방송에서 사용된다.
- 주파수 변조 (FM) : 주로 초단파 이상의 주파수에서 사용된다. 주파수 변조는 진폭 변조에 비해 점유 주파수 대역 폭이 넓은 것이 그 특징의 하나이다.

##### 디지털 방식
- 위성(BS/CS 등) 디지털 오디오 방송 : 대한민국에서는 스카이라이프 위성방송을 통한 전용 오디오 방송이 실시되고 있다.
- 지상파 디지털 오디오 방송 (지상파 디지털 라디오) :

영국에서는 1995년 시험방송을 시작하여 2015년에는 라디오의 전면 디지털 전환(지역단위 소규모 FM방송을 제외한 전국 단위 주요 FM방송 송출 중단)이 계획되어 있다. 또한 UHF 디지털 지상파 TV인 프리뷰(Freeview)를 통한 라디오 방송 송출도 이루어지고 있다. 일본 국외에서는 이미 본 방송이 시작되었고, 일본에서도 2003년 10월 10일, 도쿄 오사카에서 실용화 시험 방송을 시작했다. 대한민국에서는 DMB의 V-Radio(Visual Radio)로 이루어지고 있지만, 이와 별개의 디지털 라디오 방송 및 전면 전환은 아직 확실하게 계획되지 않았다.
- 기타 : 영국에서는 지상파 아날로그 텔레비전 방송에 스테레오 음성부에 한해 NICAM이라는 오래된 형태의 디지털 오디오 방송을 채용하고 있는데, 전면 디지털 전환과 함께 폐지.

### 주파수에 따른 분류
또한, 방송에 이용되는 전파의 주파수의 차이에 따라 분류하는 수도 있다. 거의 대부분의 나라에서는 중파 방송, 단파 방송, 초단파 방송의 3 종류의 방송이, 유럽과 러시아, 마그레브 국가들은 이것 이외에 파장을 가진 장파 방송이 행해지고 있다.
또한 극초단파 이상을 가진 라디오 방송은 세계 어느 나라에서도 행해지고 있지 않는데, 이는 전파의 특성상 부적절하기 때문으로 풀이된다. 단, 디지털 텔레비전 방송 전파를 실어서 디지털 라디오 방송을 송출하는 경우는 있으나, 주 주파수로 활용하는 경우는 없고 거의 모두 보조 주파수로 활용하는 경우이다.
- 장파 방송 (LF, LW) - 고위도 (북위 60도 이상) 지역의 국내 라디오 방송에서 사용. AM 변조. 주파수 대역은 148.5~283.5KHz
- 중파 방송 (MF, MW) - 국내 라디오 방송과 함께, 이웃 나라를 위한 국제 방송에서 사용. 소위 AM 방송. AM 변조. 주파수 대역은 535~1605KHz
- 단파 방송 (HF, SW) - 국제 방송과 광역 국내 라디오 방송에서 사용. AM 변조. 주파수 대역은 3000~30000KHz.
- 초단파 방송 (VHF) - 국내 및 지역 라디오 방송에서 사용. FM 변조. 주파수 대역은 (일본: 76~94.9) 국제:88.1~107.9 MHz.

라디오 방송에서는 크게 진폭 변조(AM)와 주파수 변조(FM)를 사용하며, 그 주파수 대역은 다음과 같다.
- 진폭 변조: 중파(MW) 535~1605KHz, 단파(SW), 3000~30000KHz
- 주파수 변조: 초단파 87.5부터 108까지 (FM 라디오 주파수는 최대 30개까지 가능)

## 같이 보기
- 호출부호(call sign)
- 광석 라디오
- 라디오 에디트
- 라디오 방송국
  - 나라별 라디오 방송사 목록
  - 대한민국의 라디오 방송사 목록